# سهل بن بكار
سهل بن بكار بن بشر، أبو بشر البصري. من رواة الحديث وهو ثقة، مات في سنة سبع وعشرين ومائتين ويقال: سنة ثمان.

## روايته للحديث النبوي
- حدث عن: جرير بن حازم، وشعبة بن الحجاج، ويزيد بن إبراهيم التستري، وأبان العطار، وجويرية بن أسماء، والسري بن يحيى، وعدة.
- حدث عنه: البخاري، وأبو داود، وأبو زرعة، وأبو حاتم، وأبو مسلم الكجي، ومحمد بن محمد التمار، وآخرون.[2]

## الجرح والتعديل
- أبو حاتم الرازي: ثقة صدوق.
- أبو حاتم بن حبان البستي: ربما وهم وأخطأ.
- ابن حجر العسقلاني: ثقة ربما وهم، ومرة: ذكره ابن حبان بلا مستند.
- الدارقطني: ثقة.
- عبد الباقي بن قانع البغدادي: صالح.
- مصنفوا تحرير تقريب التهذيب: ثقة، وقوله ربما وهم لا معنى لها.[1]